# Adelheid Brömse

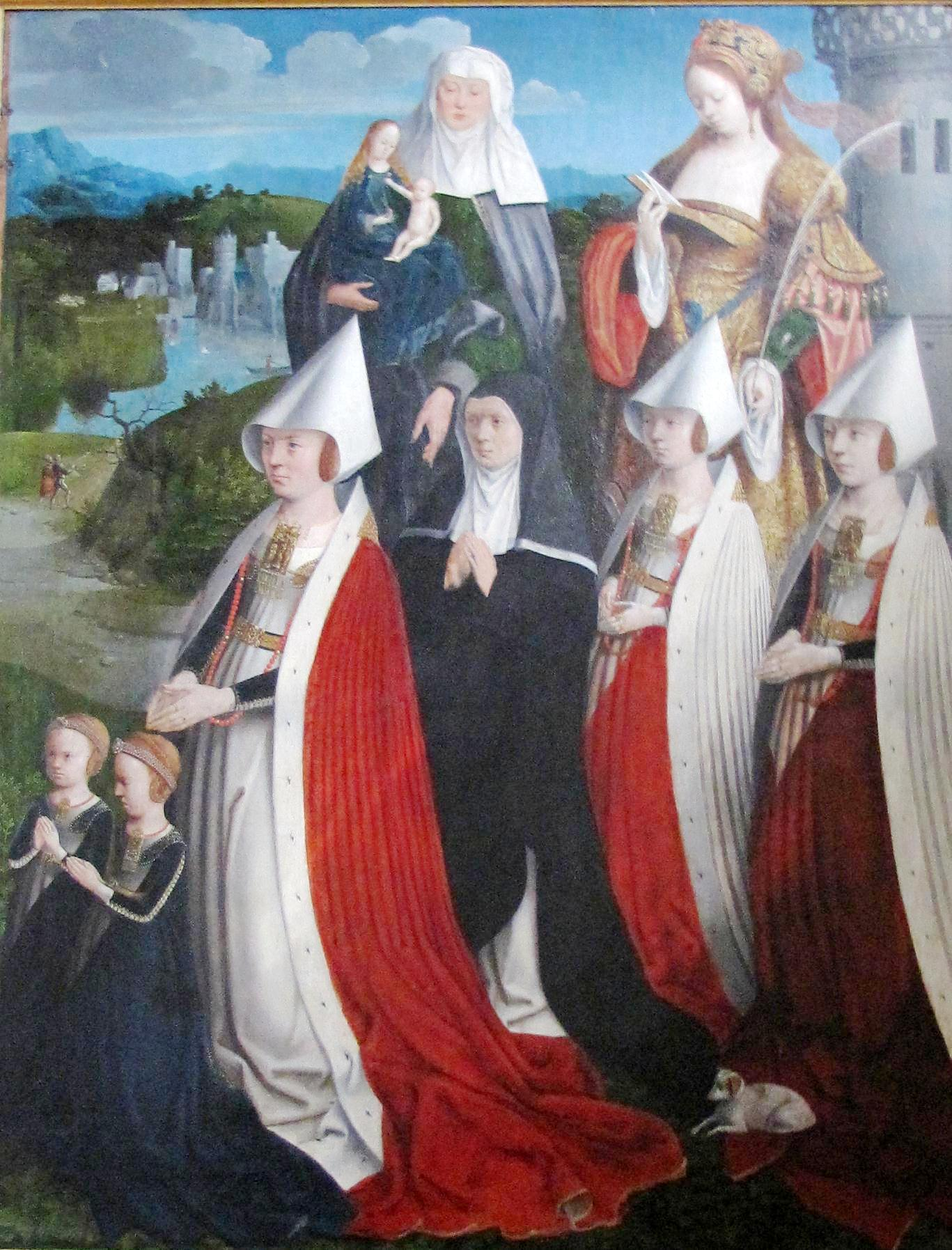
Adelheid Brömse mit ihrer Mutter und ihren Schwestern (1515)

Adelheid Brömse, niederdeutsch Taleke Brömse (* 1471 in Lübeck; † 20. Oktober 1538 ebenda) war eine deutsche Zisterzienserin und Äbtissin.

## Leben
Adelheid Brömse war die älteste Tochter des Lübecker Bürgermeisters Heinrich Brömse und seiner Ehefrau Elisabeth Westfal († 1495). Der Lübecker Bürgermeister Nikolaus Brömse war einer ihrer Brüder und wurde zum bedeutendsten Vertreter der konservativen Ratspartei in den Wirren der Reformationszeit und zum Gegenspieler Jürgen Wullenwevers.
Adelheid Brömse trat vor 1496 als Nonne in das Lübecker St. Johanniskloster ein. Der auf 1515 datierte rechte Altarflügel des Brömsenaltars in der Lübecker Jakobikirche zeigt sie als Nonne mit ihrer Mutter und ihren Schwestern in der seit der Rückkehr des Alten Rats aus dem Exil 1416 üblichen weiß-roten vorreformatorischen Festtracht mit Hermelin-Besatz der Damen des Lübecker Patriziats. 1517 wurde sie zur Äbtissin des Klosters gewählt. Es gelang ihr mit Unterstützung ihrer Brüder Nikolaus aus dessen Exil am Hof von Kaiser Karl V. und des Juristen und kaiserlichen Rates Heinrich unter Berufung auf die Reichsunmittelbarkeit des Klosters in der Reformationszeit dessen Aufhebung und Säkularisation durch den Lübecker Rat mittels eines kaiserlichen Schutzbriefes des Jahres 1532 abzuwenden, so dass das Johanniskloster (im Gegensatz zu den drei anderen Lübecker Klöstern) bis zum Reichsdeputationshauptschluss 1803 als Damenstift reichsunmittelbar und selbstständig blieb. Eine Bestätigung des status quo erfolgte 1555; allerdings wurde das Kloster durch Beschluss des Lübecker Rates 1569 evangelisch reorganisiert und 1574 evangelisch. Die nicht erhaltene Grabplatte von Adelheid Brömse mit einer lateinischen Inschrift von fünf Zeilen befand sich ursprünglich im Chorumgang der Kirche des Johannisklosters.